# Melchora Surco
Melchora Surco Rimachi (Espinar, Cusco, 5 de octubre de 1955) es una lideresa indígena, defensora ambiental y defensora de los derechos humanos del Pueblo Indígena K´ana de Espinar peruana.

## Biografía
Nació el 5 de octubre de 1955 en el sector Pacpacco de la Comunidad campesina de Alto Huancané de la provincia de Espinar, en la región Cusco. Pertenece al pueblo k'ana. Desde hace más de 30 años ella y su familia han sufrido daños ocasionados por la actividad minera. Ella vive a 200 metros de la relavera de Camaccmayo —lugar donde se depositan los materiales contaminados de la empresa minera Xstrata Tintaya— y esto le ha generado problemas sociales, ambientales y de salud para ella, su familia y sus animales.

## Defensa del ambiente en Espinar
Melchora Surco ha luchado para que el Estado les otorgue atención especializada de salud. Ella junto a 179 comuneros de Alto Huancané y de la comunidad campesina de Huisa de la provincia de Espinar fueron examinados en 2013 por el Centro Nacional de Salud Ocupacional y de Protección del Ambiente para la Salud (CENSOPAS) y se encontraron 17 metales en sus cuerpos.
En todas las 179 personas examinadas se detectaron excesos en por lo menos uno de los diecisiete metales analizados, y en 52 casos se encontraron niveles por encima de los parámetros de la OMS. Los minerales más recurrentes fueron arsénico y plomo. Ambos se registraron en 32 casos de acuerdo a un análisis realizado por Convoca a partir de los resultados de los laboratorios del Center for Disease Control and Prevention (CDC) de los EE. UU., adonde CENSOPAS envió las muestras luego de recolectarlas en enero de 2013.
En mayo del año 2015, la comunidad campesina de Huisa, el Comité de Usuarios de Agua Qquetara y el Frente de Defensa de Regantes de la Microcuenca Ccañipía (Fredermice) y la Asociación para la Defensa de Paccpaco Afectada por la Minería (Adepami), liderada por Melchora Surco, iniciaron un proceso judicial contra el Estado peruano para la atención integral las personas afectadas por metales pesados en Espinar.
Melchora con el fin de visibilizar la afectación a la salud con metales tóxicos en Espinar participó en la 157 Sesión de Comisión Interamericana de Derechos Humanos (CIDH) desarrollado del 2 al 15 de abril del 2016 . En la sesión de la CIDH Melchora Surco dijo: «Esta es mi tierra, he vivido en Pacpacco desde antes que llegue la mina, yo he criado a mis hijos aquí, he visto cambiar el campo, morir a mis animales y he visto nacer a mis nietos. Ya son más de 30 años».

### Comunidades afectadas
La mujer de 63 años asegura que las comunidades de Espinar están siendo afectadas por la operación minera de la empresa Tintaya-Antapaccay.
”Cuando era niña, vivíamos tranquilos y felices. Nada nos faltaba. Todo cambió desde que inició el asiento minero. Ya no tenemos agua, terreno sano ni aire limpio. Todo está contaminado”, expresó en conferencia de prensa realizada por Amnistía Internacional.
Y es que, las comunidades de Alto Huarca, Cala Cala, Huisa, Huisa Collana, Alto Huancané y Bajo Huancané habitan en el área de influencia de la operación de la empresa minera mencionada.

### Emisiones y derrames
los derrames de petróleo del Oleoducto Norperuano en los ríos y quebradas de la Amazonía en los últimos años han sido una constante. El Organismo Supervisor de la Inversión en Energía y Minas (OSINERGMIN) registró 51 derrames ocurridos entre junio de 1997 y marzo de 2018 en este oleoducto.
Uno de estos derrames ocurrió en enero de 2016, cuando más de 3,000 barriles de petróleo fueron a parar al río Chiriaco hasta su desembocadura en el río Marañón en Amazonas, región habitada por el pueblo indígena awajún, el segundo más grande en Perú. Según una resolución del Ministerio de Ambiente, el petróleo produjo un daño real a la salud humana, las fuentes de agua, el suelo, la flora y la fauna de la zona.

### Mujeres unidas frente a la contaminación
Con un pueblo enfermo detrás, Melchora Surco y otros tres dirigentes de Espinar presentaron en 2019 una demanda contra varias instituciones del Estado por no declarar a la provincia en emergencia ambiental y sanitaria, pese a los estudios toxicológicos realizados en los últimos quince años que advirtieron la afectación de metales pesados en personas, animales, fuentes de agua y suelos. Contaminación por donde se vea. 
El 5 de diciembre de ese año, el Juzgado Mixto y Penal Liquidadora de Espinar declaró fundada en parte la demanda y ordenó al Ministerio de Salud que en 90 días implemente una estrategia de emergencia sanitaria, un plan de acción para atención médica, vigilancia epidemiológica y monitoreo de las fuentes de agua. La sentencia fue confirmada el 30 de diciembre del 2020 por la Sala Mixta Descentralizada, Liquidadora y de Apelaciones de Canchis.
Los testimonios de vida, denuncias y propuestas de Carmen, Melchora surco, Flor de María, Luisa, Yolanda y muchas otras mujeres han sido claves para presionar a las autoridades a tomar medidas inmediatas, movilizar a miles de personas en la defensa de sus derechos y colocar en la agenda pública este grave problema de salud pública históricamente ignorado por las autoridades.
“La gente [de mi comunidad] ha depositado su confianza en mí, dice Teresa Cuñachi, otra mujer indígena awajún y representante en la Plataforma de Bagua en Amazonas, región muy afectada por los derrames petroleros. “Con esta fuerza salgo y les digo que vamos a lograrlo. Le hice esta promesa a mi gente: luchar hasta el último. Si es posible, doy mi vida por defender mi tierra, mi agua”
Alzar la voz y ser defensora del medioambiente, la tierra y el territorio en Perú tiene un costo alto: difamaciones, amenazas, criminalización y más. En 2017, Amnistía Internacional documentó estos patrones de ataques en su informe “Una Receta para Criminalizar: personas defensoras del ambiente, el territorio y la tierra en Perú y Paraguay”.